# Priaires
Priaires ist eine Commune déléguée in der französischen Gemeinde Val-du-Mignon mit 127 Einwohnern (Stand 1. Januar 2022) im Département Deux-Sèvres in der Region Nouvelle-Aquitaine (vor 2016 Poitou-Charentes).
Die Gemeinde Priaires wurde am 1. Januar 2019 mit Thorigny-sur-le-Mignon und Usseau zur Commune nouvelle Val-du-Mignon zusammengeschlossen.  Sie hat seither den Status einer Commune déléguée. Die Gemeinde Priaires gehörte zum Arrondissement Niort und zum Kanton Mignon-et-Boutonne.

## Geographie
Priaires liegt etwa 55 Kilometer östlich von La Rochelle und etwa 25 Kilometer südwestlich von Niort. Der Mignon begrenzt die Commune déléguée im Norden. Umgeben wurde Priaires von den Nachbargemeinden Usseau im Norden, Thorigny-sur-le-Mignon im Osten, Dœuil-sur-le-Mignon im Südosten, Marsais im Süden sowie Saint-Saturnin-du-Bois im Westen.

## Bevölkerungsentwicklung
| Jahr                       | 1962 | 1968 | 1975 | 1982 | 1990 | 1999 | 2006 | 2013 |
| Einwohner                  | 126  | 147  | 130  | 129  | 113  | 126  | 115  | 122  |
| Quellen: Cassini und INSEE |      |      |      |      |      |      |      |      |

## Sehenswürdigkeiten

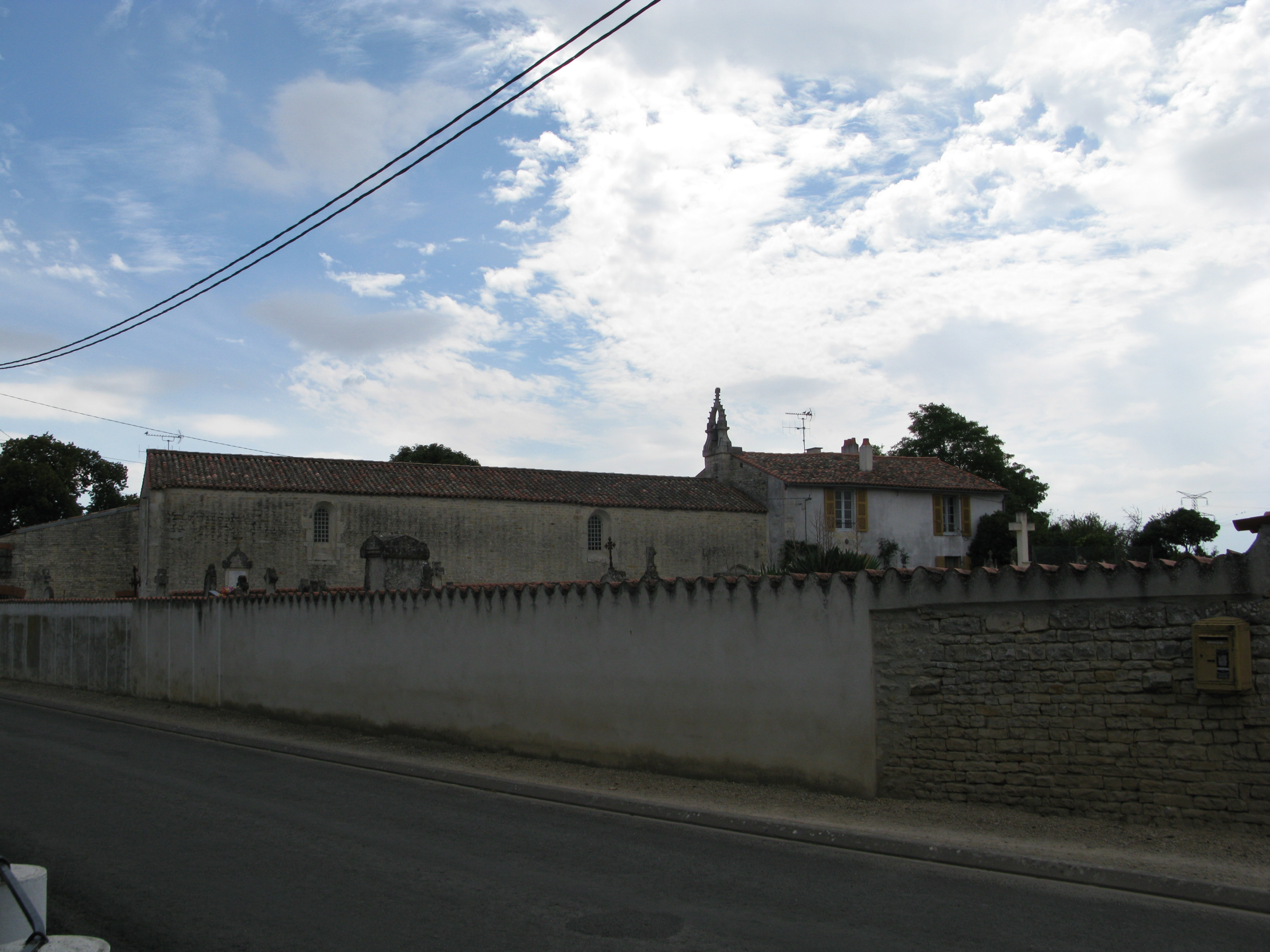
Kirche Notre-Dame

- Kirche Notre-Dame